# アルベール・ラモリス
アルベール・ラモリス（Albert Lamorisse,1922年1月13日 - 1970年6月2日）は、フランスの映画監督、映画プロデューサー、脚本家である。代表作品に『白い馬』『赤い風船』がある。また、ボードゲーム「リスク」の考案者でもある。

## 来歴
1922年1月13日にフランスのパリで生まれる。エコール・デ・ロッシュ、高等映画学院（聴講生）を経て、当初は写真家となる。
1947年、短編記録映画『ジェルバ』で初監督となる。47分の短編映画で、チュニジア・ジェルバ島の風物を記録している。
劇映画の監督としては、1949年の『小さなロバ、ビム』が第一作となる。この作品も45分の短編映画である。再びジェルバ島で撮影が行われ、少年とロバが繰り広げる冒険物語となっている。この作品はフランスの詩人・作家のジャック・プレヴェールに見出され、後に彼はこの作品を用いた写真絵本を刊行した。
1953年には劇映画第二作となる『白い馬』を監督。フランス・カマルグを舞台にした少年と野生馬の物語である。この映画が、第6回カンヌ国際映画祭においてパルム・ドール（短編）を受賞したことから、ラモリスの名は広く知られるようになる。

そして1956年には『赤い風船』を発表。36分の短編で、台詞はわずかしかないが、第29回アカデミー賞において脚本賞を受賞。第9回カンヌ国際映画祭において再びパルム・ドール（短編）を受賞した。
1960年には長編映画も手掛けるようになり、その第一作『素晴らしい風船旅行』の監督、脚本を手掛けた。
この時ラモリスは、「ヘリヴィジョン」というものを自ら開発し、この映画の撮影で初めて導入した。これは、ヘリコプターからの空中撮影時に、振動による画面ブレを起こさないようにしたシステムである。1963年にはこのシステムの特許を売り込みに来日している。1965年の長編第二作『フィフィ大空をゆく』でもこのヘリヴィジョンが用いられた。
1962年には再びカマルグを舞台にした短編ドキュメンタリー『野生馬たちの夢想』を監督。1967年にはフランス文化相・アンドレ・マルローの援助を受け、短編ドキュメンタリー『パリの空の詩』『ヴェルサイユ』を監督した。
家族は妻と一男（パスカル）二女（サビーヌ、ファニー）。このうちパスカルは『白い馬』に出演、『赤い風船』では主役の少年を演じている。サビーヌも『赤い風船』に出演している。

映画の他、1957年にはボードゲーム「リスク」を考案している。当初は「世界征服」という名だったが、アメリカのパーカー・ブラザーズ社が発売する際に「リスク」と改名された。
1970年6月2日、ドキュメンタリー映画『恋人たちの風』撮影のためにイランのテヘラン郊外をヘリコプターで飛行中、回転翼が電線に接触して墜落死した。48歳。『恋人たちの風』はその後、彼の制作ノートに基づき未亡人と息子のパスカルが完成させ、8年後の1978年に発表した。

## フィルモグラフィー

### 短編映画
- 『小さなロバ、ビム』（1950年） - 劇映画初監督作品
- 『白い馬』（1953年）
- 『赤い風船』（1956年）

### 長編映画

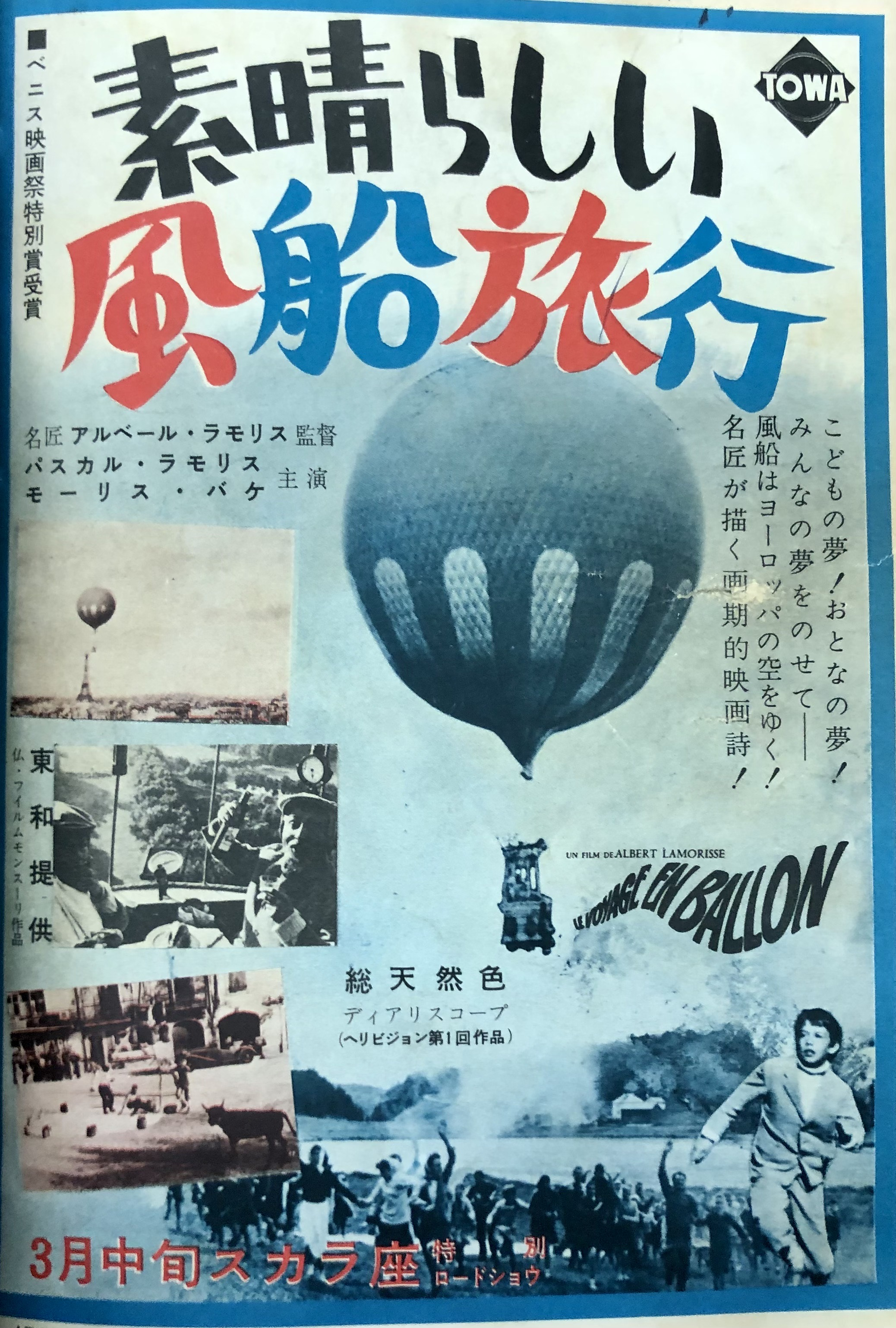
『素晴らしい風船旅行』（1960年）

- 『素晴らしい風船旅行』（1960年） - 長編劇映画初監督作品
- 『フィフィ大空をゆく』（1965年）

### ドキュメンタリー
- 『ジェルバ』（1947年） - 初監督作品
- 『野生馬たちの夢想』（1962年） - 監督・脚本・撮影
- 『ヴェルサイユ』（1967年） - 監督
- 『パリの空の詩』（1967年） - 監督
- 『恋人たちの風』（1978年） - 撮影中に事故死し、未亡人と息子が完成させる。

## 受賞
- アカデミー賞
  - 1956年：第29回アカデミー賞脚本賞/『赤い風船』
- カンヌ国際映画祭
  - 1953年：第6回カンヌ国際映画祭パルム・ドール（短編）/『白い馬』
  - 1956年：第9回カンヌ国際映画祭パルム・ドール（短編）/『赤い風船』
- ジャン・ヴィゴ賞
  - 1953年：『白い馬』
- ルイ・デリュック賞
  - 1956年：『赤い風船』